# 캄보디아의 인구
캄보디아의 인구는 2023년 기준 1742만 명이다. 1874년에서 1921년 사이에 캄보디아의 인구는 약 946,000명에서 240만 명으로 증가했다. 1950년에는 3,710,107명에서 4,073,967명으로 증가했으며 1962년에는 570만 명에 이르렀다. 1960년대부터 1975년까지의 연간 평균 인구성장률은 약 2.2%로, 동남아시아에서는 가장 낮은 성장률을 보였다. 크메르 루주가 집권한 1975년까지 인구는 730만 명으로 추산되었다. 1975-1978년 사이에 100만~200만 명이 사망한 것으로 추정되었다.

## 인구학적 동향

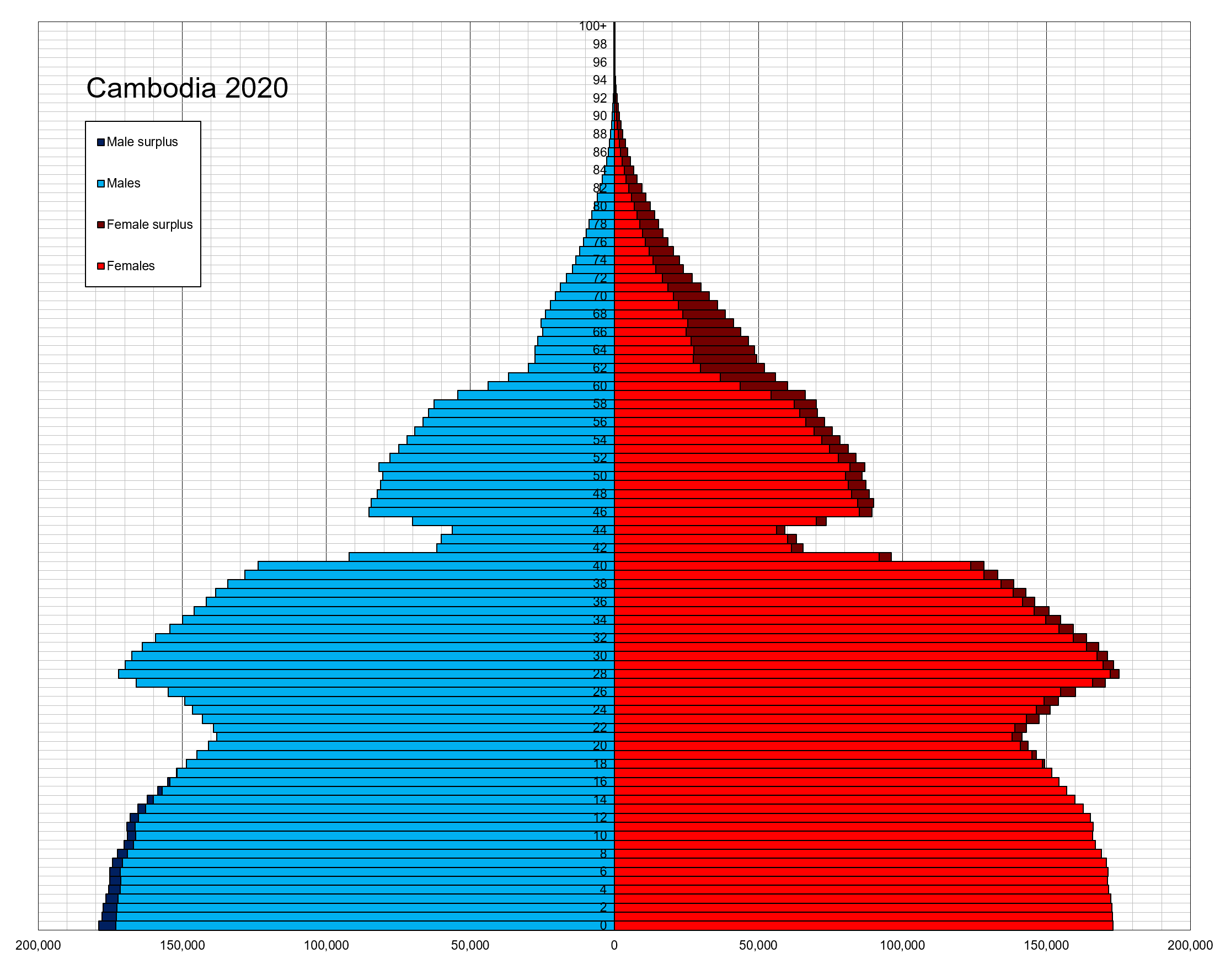
2020년 캄보디아의 인구 피라미드

1960-2017 캄보디아의 인구

캄보디아의 인구는 1950년 443.3만 명에서 2021년까지 줄곧 증가해왔으며 연평균 인구 성장률은 1950-1955년 2.6%에서 2015-2020년 1.5%로 비교적 낮아졌다. 연평균 합계출산율도 1950-1955년 6.95명에서 2015-2020년 2.52명으로 낮아졌으나, 대체출산율 2.1을 상회함은 물론 전 세계 평균 2.45명(2019년)에 비해서도 높은 편이다.
| 연도별 캄보디아의 인구 | 연도별 캄보디아의 인구 | 연도별 캄보디아의 인구 | 연도별 캄보디아의 인구 | 연도별 캄보디아의 인구 | 연도별 캄보디아의 인구 | 연도별 캄보디아의 인구 | 연도별 캄보디아의 인구 |
| 1950                   | 1970                   | 1990                   | 2000                   | 2005                   | 2010                   | 2015                   | 2020                   |
| ---------------------- | ---------------------- | ---------------------- | ---------------------- | ---------------------- | ---------------------- | ---------------------- | ---------------------- |
| 443.3만 명             | ↗699.7만 명            | ↗897.6만 명            | ↗1215.5만 명           | ↗1327.3만 명           | ↗1431.2만 명           | ↗1552.1만 명           | ↗1671.8만 명           |

2019년 유엔 인구 통계
총인구: 1650만 명
15세 미만 인구: 31.1%
15~24세 인구: 18.3%
25~64세 인구: 45.8%
65세 이상 인구: 4.7%
노인 부양 가능 인구(65세 이상 노인 1명당 25~64세 노동 인구): 9.7명
인구 성장률: 1.4%
조출생률(인구 1000명당): 22.0명
합계출산율: 2.48명
조사망률(인구 1000명당): 6.0명
영아사망률(1살 미만 1000명당): 22명
유아사망률(5세 미만 1000명당): 26명
출생시 기대수명: 69.8세

## 인구 통계

### 기대수명
1959년, 출생시 기대수명은 남성 44.2세, 여성 43.3세. 1945년부터 1970년까지 기대수명은 2.5년가량 증가했다.
| 기간      | 기대수명 | 기간      | 기대수명 |
| --------- | -------- | --------- | -------- |
| 1950–1955 | 40.3     | 1985–1990 | 52.0     |
| 1955–1960 | 41.1     | 1990–1995 | 54.3     |
| 1960–1965 | 41.4     | 1995–2000 | 56.4     |
| 1965–1970 | 42.0     | 2000–2005 | 60.8     |
| 1970–1975 | 37.8     | 2005–2010 | 65.1     |
| 1975–1980 | 14.5     | 2010–2015 | 67.6     |
| 1980–1985 | 52.0     | 2015-2020 | 69.4     |

출처: